# Calypso (Karolina Północna)
Calypso – miasto w Stanach Zjednoczonych, w stanie Karolina Północna, w hrabstwie Duplin.